# María Guadalupe González
Pour les articles homonymes, voir Maria González, González et Romero.
María Guadalupe « Lupita » González Romero (née le 9 janvier 1989 à Mexico) est une athlète mexicaine, spécialiste de la marche, vice-championne olympique en 2016 à Rio de Janeiro et vice-championne du monde à Londres en 2017, à chaque fois sur 20 km. 

## Carrière
Le 21 avril 2013, elle réalise sur 20 km un temps de 1 h 37 min 2 s à Boca del Río. En 2014, elle bat le record national mexicain lors de la Coupe du monde de marche à Taicang en 1 h 28 min 48 s. En 2015, elle réalise 1 h 29 min 21 s lors de la Coupe panaméricaine de marche à Arica, avant de remporter la médaille d'or sur la même distance avec un temps très légèrement supérieur, lors des Jeux panaméricains à Toronto. 
En 2016 elle remporte la médaille d'or des Championnats du monde de marche par équipes à Rome, après disqualification de la Chinoise Liu Hong, en établissant un nouveau record continental en 1 h 26 min 17 s. Lors des Jeux olympiques de Rio de Janeiro elle gagne la médaille d'argent, deux secondes derrière la Chinoise, devenant ainsi la première marcheuse mexicaine à monter sur un podium olympique,. 
Ces deux résultats lui permettent de remporter le Challenge de Marche de l'IAAF 2016.
Le 13 août 2017, elle décroche en 1 h 26 min 19 s la médaille d'argent du 20 km aux championnats du monde de Londres, à une seconde seulement de la médaillée d'or, la Chinoise Yang Jiayu, et à deux secondes de son record personnel établi en 2016. María Guadalupe est la seule Mexicaine médaillée lors de ces Mondiaux, et la treizième seulement à obtenir une médaille pour le Mexique aux championnats du monde d'athlétisme. L'année suivante, elle remporte le 20 km lors des Championnats du monde par équipes de marche 2018 à Taicang.
Le 10 mai 2019, elle est suspendue pour 4 ans pour dopage au trenbolone, un stéroïde anabolisant, après avoir été contrôlée positive le 17 octobre 2018 au Mexique. Deux semaines plus tard, la marcheuse fait appel devant le Tribunal Arbitral du Sport (TAS) : pour sa défense, elle explique la présence de ce produit dopant à de la viande contaminée. Mais en juillet 2020, le TAS rejette son appel et confirme sa suspension pour 4 ans jusqu'en novembre 2022, ainsi que l'annulation de ses résultats après le 17 octobre 2018 (ce qui signifie que l'athlète conserve ses médailles gagnées antérieurement). En outre, la Mexicaine est poursuivie par l'AIU (Unité d'Intégrité de l'Athlétisme) pour une seconde infraction : falsification de documents, preuves fabriquées et faux témoignages au cours de la procédure devant la commission de discipline de l'IAAF pour sa première infraction.

## Palmarès
| Date | Compétition                     | Lieu           | Résultat | Épreuve | Temps           |
| ---- | ------------------------------- | -------------- | -------- | ------- | --------------- |
| 2014 | Coupe du monde de marche        | Taicang        | 16e      | 20 km   | 1 h 28 min 48 s |
| 2015 | Jeux panaméricains              | Toronto        | 1re      | 20 km   | 1 h 29 min 24 s |
| 2016 | Championnats du monde de marche | Rome           | 1re      | 20 km   | 1 h 26 min 17 s |
| 2016 | Jeux olympiques                 | Rio de Janeiro | 2e       | 20 km   | 1 h 28 min 37 s |
| 2017 | Championnats du monde           | Londres        | 2e       | 20 km   | 1 h 26 min 19 s |

## Records
| Épreuve      | Performance          | Lieu | Date       |
| ------------ | -------------------- | ---- | ---------- |
| 20 km marche | 1 h 26 min 17 s (AR) | Rome | 7 mai 2016 |